# Stillhetens hav, Södermanland
Stillhetens hav[källa behövs] är en sjö i Flens kommun i Södermanland och ingår i Nyköpingsåns huvudavrinningsområde.